# Francisco Coloane

Francisco Coloane

Francisco Coloane (19 tháng 7 năm 1910 - 5 tháng 8 năm 2002) nhà tiểu thuyết Chilean nổi tiếng thế giới và nhà viết truyện ngắn, những tác phẩm của ông đã được dịch ra nhiều thứ tiếng và một vài tác phẩm của ông đã được dựng thành phim. Ông sinh ra tại thành phố phía nam Chilean của Chiloé, sự nghiệp văn chương của ông rất đa dạng từ "Perros, Caballos y Hombres"/(Dogs, Horses and Men)/(những con chó, những con ngựa và những người đàn ông) năm 1935 cho tới sự xuất bản cuối hồi ký của ông"Los Pasos del Hombre"/(The steps of man)/(Những quãng đời của người đàn ông) năm 2000. Trong đó những tác phẩm nổi tiếng của ông được dịch ra tiếng Anh, tiếng Pháp, tiếng Ý, tiếng Hy Lạp,  tiếng Đức, Tiếng Ba Lan, và tiếng Hà Lan là "La Tierra del Fuego se Apago"/Tierra del Fuego has burnt Out /(Tierra del Fuego đã tắt) (1945); "Golfo de Penas"/Gulf of Sorrow /(Hố sâu của sự đau khổ) (1957); "El Camino de la Ballena"/The Whales Path/ (Đường đi cá voi) (1962); "El Guanaco Blanco"/The White Guanaco/(Guanaco Trắng) (1980); and "El Corazón del Témpano"/The Heart of the Iceberg/ (Trái tim của Núi Băng trôi) (1991).
Coloane đã được nhân giải thưởng Premio Nacional de Literatura (Giải thưởng quốc gia cho văn học) năm 1964 ở Chile and năm 1997 ông nhận giải thưởng Ordre des Arts et des Lettres (Order of Arts and Letters) của nước cộng hoà Pháp nơi ông có những thành công đáng kể cho công việc của mình thập kỷ 1990. Coloane là một thành viên tích cực của Đảng cộng sản Chile trong hầu hết thời gian cuộc sống trưởng thành của ông và là một người yêu thiên,  kỷ niệm sinh nhật lần thứ 89 của mình ông bơi trong làn nước băng giá của Thái Bình Dương - Mà theo ý tưởng của ông là giữ cho ông "Sự tích cực và sống lâu".Phim của Miguel Mittin, "Tierra del Fuego" dựa vào tác phẩm của Coloane.
Sau khi ông chết chính phủ Chile đã công nhận ông là một nhân vật trung tâm của văn học Chile thế kỷ 20.